# Antonio María Hernández
Antonio María Hernández es Abogado, Profesor Universitario y Académico que tuvo altas responsabilidades políticas e institucionales. Fue Legislador y Convencional Constituyente en los tres niveles del Estado (Federal, Provincial y Municipal). También fue candidato a Vicepresidente de la República por la UCR en 1995. Es autor y coautor de más de 50 libros en Derecho Constitucional, Federalismo, Constitucionalismo Provincial y Derecho Municipal. Ha pronunciado más de 900 conferencias en el país y en el extranjero.  
Es Doctor en Derecho por la UNC, Post Doctor en Derecho Ad Honorem por la Universidad de Bologna, Italia y Postdoctoral Senior Fellow de la Universidad del Estado de New York en la Escuela de Derecho de Buffalo, Estados Unidos. 
Entre otras distinciones fue designado Personalidad Destacada de las Ciencias Jurídicas por la Legislatura de la Ciudad Autónoma de Buenos Aires en 2017 y por la Legislatura de la Provincia de Córdoba en 2024.

## Curriculum vitae
Nacido el 13 de marzo de 1949 en la ciudad de Villa María, Provincia de Córdoba.
Abogado de la UNC a los 21 años y Doctor en Derecho y Ciencias Sociales de la UNC a los 26 años.
-
-También realizó estudios de Posgrado como Becario de la Organización de Estados Americanos y el Ministerio de Relaciones Exteriores de España en el Instituto de Estudios de Administración Local en Madrid, y fue Diplomado en Administración Municipal y Desarrollo rural, en 1978.
- Fue Profesor Titular Plenario de Derecho Constitucional y de Derecho Público Provincial y Municipal en la UNC hasta 2024.
-Es codirector de la Maestría en Derecho Constitucional de la Facultad de Derecho de la UNC.
-Director del Doctorado en Derecho de la Universidad Católica de Salta.
-Director del Instituto de Federalismo de la Academia Nacional de Derecho y
Ciencias Sociales de Córdoba. 
-Miembro Correspondiente de la Academia Nacional de Ciencias Morales y Políticas de Buenos Aires.
-Miembro de la Academia Internacional de Derecho Comparado con sede en París.
-Presidente Honorario de la Asociación Argentina de Derecho Constitucional. 
-Miembro del Consejo Directivo del instituto Iberoamericano de Derecho Constitucional y de la Asociación Internacional de Centros de Estudios Federales (IACFS). 
-Fue Miembro del Comité Ejecutivo de la Asociación Internacional de Derecho Constitucional (IACL) por dos períodos entre 2004 y 2010.
-Fue Convencional Constituyente en los tres niveles estatales. Vicepresidente de la Comisión de Redacción de la Convención Nacional Constituyente de 1994. 
En esa reforma participó en las 3 etapas: preconstituyente, con intervención en el debate de la Ley declaratoria de la Necesidad de la Reforma e integrante por la UCR de la Comisión de Juristas del Acuerdo de Olivos en 1993, que además redactara el Núcleo de Coincidencias Básicas. Asimismo expuso el proyecto constitucional de la UCR en la Convención Nacional de Vicente López, en la Provincia de Buenos Aires. Y luego fue electo Constituyente y designado por el Bloque de la UCR como Vicepresidente de la Comisión Redactora. Ya en la etapa postconstituyente intervino en el debate de leyes reglamentarias como la N.º 24.588 sobre la Ciudad Autónoma de Buenos Aires, porque todavía tenía mandato como Diputado de la Nación.
-También fue Convencional Constituyente de la Provincia de Córdoba en la reforma de 1987, donde integró la Comisión Redactora y fue el Coordinador del Proyecto de Reforma Constitucional de la UCR.
```
-Asimismo fue Presidente de la Convención Municipal Constituyente de la Ciudad de Córdoba en 1995, que es la mayor  ciudad en tener su Carta Orgánica Municipal en América.
```

```
-Asimismo fue Legislador en los tres niveles estatales. Concejal en la Municipalidad de Córdoba en 1983 por la UCR y luego renunció para desempeñarse como Subsecretario de Gobierno de la Provincia de Córdoba desde 1983 hasta 1987.
```

-Fue Diputado Provincial de la Provincia de Córdoba en 1987 y hasta 1991, donde se desempeñó como Presidente del Bloque de Diputados de la UCR.
- Fue Diputado de la Nación en 1991 y hasta 1995, donde fue Presidente de la Comisión Penal y luego Vicepresidente del Bloque de Diputados Nacionales de la UCR.
- Fue candidato a la Vicepresidencia de la República por la UCR en 1995.
- Autor y coautor de más de 50 libros en Derecho Constitucional, Federalismo, Constitucionalismo Provincial y Derecho Municipal, entre los que se destacan:
- Valoración de la reforma constitucional de 1994, Astrea, Buenos Aires, 2024;
- Federalismo y constitucionalismo provincial, 2.ª Ed., Abeledo Perrot, Buenos Aires, 2023;
- Derecho Constitucional, 2 Tomos, Director y Coautor Antonio María Hernández, La Ley, Buenos Aires, 2.ª Ed. Actualizada y ampliada, 2023;
-La Constitución y el combate a la corrupción, Antonio María Hernández y Diego Valadés Coordinadores, Instituto de Investigaciones Jurídicas de la UNAM, México, 2022;
- Autonomía municipal en su aspecto tributario-Comentario al fallo de la Corte Suprema en Esso c. Municipalidad de Quilmes, Antonio María Hernández y Germán Krivocapich, La Ley, Buenos Aires, 2021;
-Emergencias, orden constitucional y Covid19, Rubinzal Culzoni Editores, Buenos Aires, 2020;
- Derecho Público Provincial, Antonio María Hernández y Guillermo Barrera Buteler, Coordinadores, Abeledo Perrot, Buenos Aires, 2020;
- Estudios de federalismo comparado. Argentina, Estados Unidos y México, con tres ediciones: dos en español del Instituto de Investigaciones Jurídicas de la UNAM, México, 2019 y de Rubinzal-Culzoni, Buenos Aires, 2018; y en inglés: Studies in comparative federalism. Argentina, The United States and Mexico, Editorial de la UNC, E-Book, 2019; 
- Constitutional Law in Argentina, Fouth Edition, Wolters Kluwer, Kluwer Law International, The Netherlands, 2022;
-Subnational Constitutional Law in Argentina, Third Edition, Wolters - - Kluwer, Kluwer Law International, The Netherlands, 2019;
- A 25 años de la reforma constitucional de 1994, Editorial de la UNC, 2019.
- Constitutional Law in Argentina, Third Edition, Wolters Kluwer, Kluwer Law International, The Netherlands, 2018;
- La Ciudad Autónoma de Buenos Aires y el fortalecimiento del federalismo
argentino, Iusbaires, Buenos Aires, 2017;
- Segunda Encuesta de Cultura Constitucional. Argentina: una sociedad anómica,  Antonio María Hernández, Daniel Zovatto y Eduardo Fidanza (comps.), Eudeba, Buenos Aires, 2016;
-Derecho constitucional, 2 Tomos, La Ley, Buenos Aires, 2012;
-Fortalezas y debilidades constitucionales. Una lectura crítica en el Bicentenario”, Abeledo Perrot, Buenos Aires, 2012.
-El caso Fayt, Abeledo Perrot, 2.ª ed., Buenos Aires, 2012;
-Derecho Municipal,  Universidad Nacional Autónoma de México, 2003;
-Juicio político municipal, Rubinzal Culzoni Editores, Buenos Aires, 2003,
-Derecho municipal, Depalma, 2.ª Ed., Buenos Aires, 1997 y 1.ª Ed., Buenos Aires, 1984.
-Labor parlamentaria (diciembre 1991-abril 1994) del Dr. Antonio María Hernández, Diputado de la Nación, Tomos I y II, Imprenta del Congreso de la Nación, Buenos Aires, 1995.
-Reforma Constitucional de 1994-Labor del Convencional Constituyente Antonio María Hernández, Imprenta del Congreso de la Nación, Buenos Aires, 1995
-Anteproyecto de Ley Orgánica Municipal para la Provincia de Córdoba”, editado por la Dirección de Publicaciones de la Universidad Nacional de Córdoba, 1977.
- Ha pronunciado más de 900 conferencias y exposiciones en universidades del país y del extranjero.
- Ha publicado numerosos artículos de opinión en La Voz del Interior de Córdoba, La Nación y Clarín en Buenos Aires y en otros medios periodísticos del país
-En su desempeño como Subsecretario de Gobierno de la Provincia entre 1983 y 1987 debe destacarse lo vinculado al sistema carcelario, donde contara con el asesoramiento de los Dres. Ricardo Núñez e Hilda Marchiori. Debe recordarse que solucionó un motín producido en la Cárcel de Encausados en 1984, luego de ingresar solo a dialogar con los presos y cuando ya la Justicia había ordenado a la Policía la represión, que fue así evitada. 
También tuvo a su cargo la celebración del Año Internacional de la Paz, en 1986, dispuesta por las Naciones Unidas y organizó clases, cadenas, marchas y una votación popular. En la misma además de ciudadanos, estudiantes y las autoridades provinciales, participaron el entonces ministro del Interior Antonio Tróccoli y el Capitán del Seleccionado Nacional Diego Armando Maradona, que votó el 11 de julio, como lo publicó La Voz del Interior.
Asimismo fue el Secretario de la Comisión de Partidos Políticos que funcionara esos años y tuvo a su cargo la relación con la Comisión Nacional por la Desaparición de Personas y con el Consejo de Consolidación para la Democracia.
- Como Convencional Constituyente en la Provincia de Córdoba en 1987, cabe hacer alusión a sus intervenciones en el tratamiento de diversos artículos estrechamente relacionados a la especialidad, tales como: Poder Legislativo (artículos 89, 108, 109, 110 incisos 2 y 10, 120, 12l), Poder Ejecutivo (artículo 139), Poder Judicial (artículo 159, 162 inciso 1b), Municipalidades y Comunas (artículos 184, 186 inciso 2 y 5, 187, 189 inciso 14); Despacho de Comisión.  Régimen Sancionatorio y Tribunal de Faltas (artículo 190), Administración Pública (artículo 181), Poder Constituyente (despacho de comisión), Preámbulo (despacho de comisión), Declaraciones de Fé Política - Cláusula Federal (artículo 16), Derechos Personales - Operatividad (artículo 22) y Deberes (artículo 38).
- En su tarea como Legislador Provincial entre 1987 y 1991 participó en la elaboración y discusión de numerosas leyes reglamentarias de la Reforma Constitucional de 1987. Entre ellas debe destacarse la actual Ley Orgánica Municipal 8102, basada en su Anteproyecto y consecuencia de un importante debate en nuestra Legislatura, con acuerdo de las distintas fuerzas políticas. Asimismo participó en la elaboración de entre otros, los siguientes proyectos de leyes: Amparo, Habeas Corpus, Juicio Político, Facultades de Investigación de las Cámaras, Procedimiento para la Formación y Sanción de las Leyes, Protección de la Actividad Literaria, y Reglamento de la Cámara de Diputados.  Además intervino en los debates más importantes vinculados al Derecho Público Provincial y Municipal como por ejemplo la Ley Orgánica Municipal, la Ley del Consejo Económico y Social, la de Reforma del Estado, la del Consejo de Partidos Políticos, etcétera.
- Su labor como Diputado de la Nación entre 1991 y 1995 le permitió plasmar en proyectos algunas de las ideas que propició desde la cátedra.  En este sentido, se pueden  mencionar como ejemplos varios proyectos de ley vinculados con cuestiones institucionales y constitucionales de máxima relevancia, entre ellos, sus proyectos sobre Intervención federal, Ley Orgánica de la Municipalidad de Buenos Aires, Juicio Político, y después de la reforma constitucional de 1994, los proyectos sobre regulación de los Decretos de necesidad y urgencia, Iniciativa Popular, Consejo de la Magistratura, hábeas corpus, amparo y habeas data, interpelación de ministros y Jefe de Gabinete.  Asimismo tuvo una activa participación en la sanción de la Ley N.º 24.309 que declaró la necesidad de la reforma constitucional, y luego de la reforma, en el debate de la Ley 24.588 donde señaló la inconstitucionalidad de los arts. 2,7,8 y 10, porque limitaban la plena autonomía de la Ciudad Autónoma de Buenos Aires, consagrada en el Art. 129.
La otra vertiente que puede advertirse en su labor como Diputado Nacional fue  la vinculada con el Derecho Penal.  Presentó varios proyectos vinculados con la modernización del Código Penal, la implementación del juicio oral, la probation, la cooperación internacional en materia penal, la represión del narcotráfico y del tráfico de niños.  Asimismo presentó varios proyectos tendientes a preservar y asegurar la libertad de prensa, como el relacionado con el secreto de las fuentes de información. Toda esa obra legislativa consta en los dos tomos publicados por la Imprenta del Congreso de la Nación, en el año 1995.
- En 1994 fue Convencional Constituyente de la Nación en la Convención Reformadora de Santa Fé.  En esa ocasión presentó un Proyecto de Reforma Integral, conforme a los lineamientos de la Ley 24.309, y actuó como Vicepresidente de la Comisión Redactora que tuvo a su cargo la elaboración final del texto ordenado de la Constitución Nacional y fue la más importante de las Comisiones.  Su labor en la Convención está recogida en un volumen ya publicado al que se hizo referencia, además de las intervenciones efectuadas en el seno de la Comisión Redactora, que obran en las ediciones de la Convención.
- Posteriormente fue el redactor del Anteproyecto de Tratado Interprovincial de creación de la Región Centro, integrada por las Provincias de Córdoba, Santa Fe y Entre Ríos, que presentara ante el Consejo Federal de Inversiones en 1997 y que fuera suscripto posteriormente por los respectivos Gobernadores y Legislaturas Provinciales.
- Asimismo integró la Comisión Consultiva de Expertos para la Reforma Político Electoral de la Provincia de Córdoba,  que trabajó ad honorem, según designación del Gobernador de la Provincia en 2007. Dicha tarea concluyó con la publicación de un libro editado por las Universidades Nacional y Católica de Córdoba, en 2008,  titulado “Así no va más”, que constituye uno de los aportes más significativos en torno a la reforma político-electoral, efectuados en nuestro país.
- Ejerce la profesión como Abogado en cuestiones constitucionales y federales, en defensa de las autonomías provinciales y municipales y de los derechos fundamentales, con intervención en casos ante la Corte Suprema de Justicia de la Nación. Fue Presidente de la Asociación de Abogados contra el Corralito. También intervino en cuestiones de libertad de prensa, como en las causas de los periodistas Daniel Santoro en 2021 y Silvia Mercado en 2024.
- Entre otros Premios y distinciones se destacan:
- Medalla otorgada por el Consejo de la Magistratura de la Nación, por su actuación como Convencional Constituyente en la Reforma Constitucional de 1994, en su 30° Aniversario, en Audiencia Pública celebrada en la Corte Suprema de Justicia de la Nación en Buenos Aires, con fecha 30 de mayo de 2024. 
- Medalla otorgada por la Presidencia de la República en el 25°Aniversario de la Reforma Constitucional de 1994, por su tarea Constituyente, en acto celebrado en Santa Fe el 24 de agosto de 2019, en el Museo de la Constitución.[cita requerida]
- Designado Asociado Honorario del Instituto de Abogados de San Pablo, Brasil, con entrega de título en 2025 en la sede la institución.
- Premio Justicia 2017 de la Universidad de Ciencias Empresariales y Sociales de Buenos Aires.
- Premio de ADEPA por su labor constituyente a favor de la libertad de prensa en 2019.
- Primer Premio de ADEPA en Abogacía por sus artículos periodísticos en 2011.
- Accésit al “Premio Academia Nacional de Derecho y Ciencias Sociales de Buenos Aires”, por su obra “Derecho Municipal”, con Diploma entregado en Sesión Pública el día 25 de junio de l998.
- Premio Jerónimo Luis de Cabrera de la Municipalidad de Córdoba por haber presidido la Convención Municipal Constituyente de 1995.

## Historia electoral

### Primarias presidenciales de la Unión Cívica Radical de 1994[1]
|  | 62.11 % |

|  | 37.89 % |